# Ballus sociabilis
Ballus sociabilis är en spindelart som beskrevs av Pelegrín Franganillo Balboa 1910. 
Ballus sociabilis ingår i släktet Ballus och familjen hoppspindlar. Inga underarter finns listade.